# Mondina
En mondina (italiensk udtale: [mon'diːna], flertal: mondine; fra det italienske verbum mondare, der betyder at skrælle eller rense) er en italiensk sæsonarbejder. Udtrykket bruges især om de kvindelige arbejdere i rismarkerne i Italiens Po-dal fra slutningen af 1800-tallet til den første halvdel af det 20. århundrede.
Arbejdet med at luge rismarker var udbredt i det nordlige Italien på dette tidspunkt. Arbejdet bestod i at fjerne det ukrudt, der voksede i rismarkerne og dermed hindrede de unge risplanters vækst. Arbejdet fandt sted fra oversvømmelsen af markerne i slutningen af april til begyndelsen af juni hvert år, hvor de sarte skud skulle beskyttes mod temperaturforskellene mellem dag og nat i de første faser af deres udvikling.
Arbejdet som mondina var hårdt og blev hovedsagelig udført af kvinder i de fattigste sociale klasser fra Emilia-Romagna, Veneto, Lombardiet og Piemonte, der arbejdede i det nordlige Italien, især i Vercelli, Novara og Pavia. Arbejderne tilbragte deres arbejdsdage med bare fødder i vand op til knæene og ryggen bøjet i mange timer. For at beskytte sig mod insekter og sol havde arbejderne et tørklæde og en hat med bred skygge og shorts eller store trusser for ikke at gøre deres tøj vådt.
De forfærdelige arbejdsforhold, lange timer og meget lave lønninger førte til konstant utilfredshed og førte til tider til oprørske bevægelser og optøjer i de tidlige år af det 20. århundrede. Arbejdskampene mod de tilsynsførende padroni var vanskelig, da mange arbejdere var parat til at acceptere meget lave lønninger for at få arbejde. Disse betegnedes som crumiro (strejkebrydere). Udøvelsen af strejkebrydning resulterede i protester fra de øvrige arbejdere. Kravene fra de protesterende oprørere blev endelig opfyldt mellem 1906 og 1909, da alle kommuner i provinsen Vercelli blev pålagt at overholde en otte-timers begrænsning på arbejdsdagen.

## Populærkultur
Arbejdskampene resulterede også i protestsange som "Se otto ore vi sembran poche" med det formål at begrænse arbejdsdagen til otte timer eller "Sciur padrun da li beli braghi bianchi" rettet mod patronerne og tilsynsførerne. Mondina-kvindernes arbejde inspirerede også andre populære sange, heriblandt "Alla mattina appena alzata", der blev populær i slutningen af det 19. århundrede og betragtes som oprindelsen til sangen fra den italienske modstandskamp fra 2. verdenskrig "Bella ciao". Mondinaerne er også blevet portrætteret i litteraturen og senere i forskellige film, hvoraf den mest berømte var 1949-filmen Riso Amaro ("Bitter ris", men kan også betyde "Bitter latter". På dansk blev filmen vist under titlen Rispigen), produceret af Dino De Laurentiis og med Silvana Mangano i hovedrollen.